# Bosnasco
Bosnasco är en ort och kommun i provinsen Pavia i regionen Lombardiet i Italien. Kommunen hade 619 invånare (2018).